# Cabana de volta de Palou
Cabana de volta de Palou és una cabana de volta de Palou, al municipi de Torrefeta i Florejacs (Segarra) inclosa a l'Inventari del Patrimoni Arquitectònic de Catalunya.

## Descripció
Cabana que es fa visible al marge esquerre del km 19,50 de la Ctra. L-313 direcció a Ponts, poc abans d'arribar al poble de Palou.

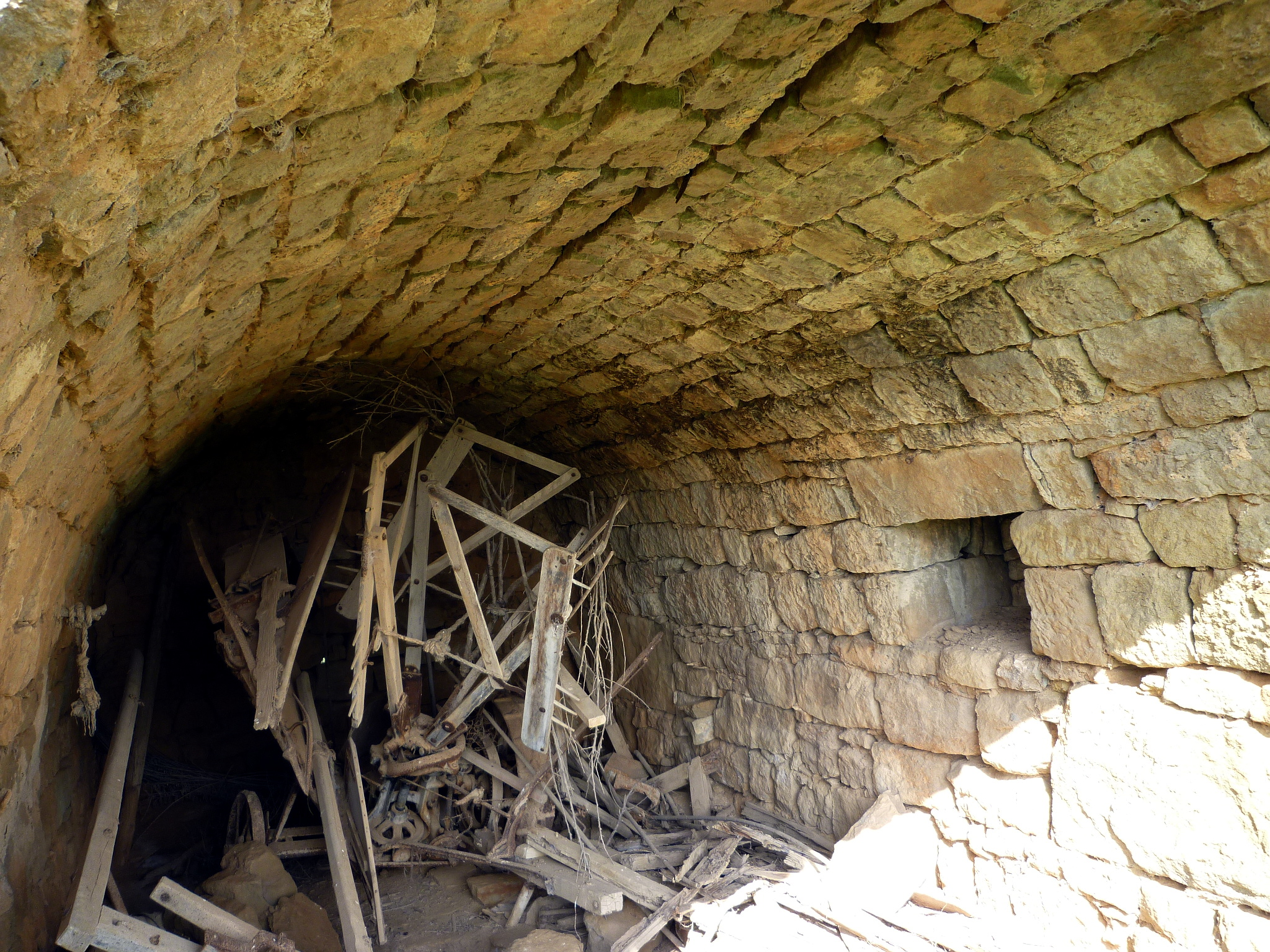
Interior amb una antiga màquina gavelladora

La seva façana principal presenta una portada d'arc de mig punt dovellada d'uns 3 metres de boca. Es pot observar que ha desaparegut la porta, però encara hi resten les frontisses. Té una planta rectangular de 5 m de llarg per 4,5 m d'ample i una alçada d'uns 2,10 metres aproximadament. Està coberta per una volta de canó molt ben conservada. Presenta una finestra quadrangular en un dels murs laterals, però aquesta es troba cegada.
Les parets estan formades per filades de carreus irregulars de pedra picada. A l'interior presenta restes d'arrebossat molt malmès.
Aquesta cabana es troba parcialment recoberta de terra a l'exterior i al darrere conserva una tolla d'aigua. Un carreu en un extrem de la façana principal presenta la data "1902".